# Judy Oakes
Pour les articles homonymes, voir Oakes.
Judith Miriam "Judy" Oakes (née le 14 février 1958 à Lewisham) est une athlète britannique, spécialiste du lancer du poids. Sa participation aux grandes compétitions internationales s'étend de 1977, à la coupe d'Europe des nations, jusqu'à 2000, où elle est éliminée aux qualifications des Jeux olympiques.
Elle a aussi été plusieurs fois championne du monde et d'Europe en haltérophilie.

## Biographie

### Palmarès en athlétisme
| Date | Compétition                    | Lieu              | Résultat | Épreuve | Performance |
| ---- | ------------------------------ | ----------------- | -------- | ------- | ----------- |
| 1978 | Jeux du Commonwealth           | Edmonton          | 3e       | Poids   | 16,14 m     |
| 1979 | Championnats d'Europe en salle | Vienne            | 3e       | Poids   | 15,66 m     |
| 1982 | Jeux du Commonwealth           | Brisbane          | 1re      | Poids   | 17,92 m     |
| 1986 | Jeux du Commonwealth           | Édimbourg         | 2e       | Poids   | 18,75 m     |
| 1990 | Jeux du Commonwealth           | Auckland          | 2e       | Poids   | 18,43 m     |
| 1994 | Jeux du Commonwealth           | Victoria          | 1re      | Poids   | 18,16 m     |
| 1998 | Jeux du Commonwealth           | Kuala Lumpur      | 1re      | Poids   | 18,83 m     |
| 1998 | Coupe d'Europe des nations     | Saint-Pétersbourg | 2e       | Poids   | 18,38 m     |
| 2000 | Coupe d'Europe des nations     | Gateshead         | 3e       | Poids   | 18,08 m     |

#### National
Judy Oakes a remporté 35 fois les championnats AAA (17 fois en plein air et 18 fois en salle) et 10 fois les championnats du Royaume-Uni.

### Records
| Épreuve       | Performance  | Lieu      | Date            |
| ------------- | ------------ | --------- | --------------- |
| Poids         | 19,36 m (RN) | Gateshead | 14 août 1988    |
| Poids (salle) | 18,74 m      | Gand      | 18 février 1988 |

### Palmarès en haltérophilie
| Date | Compétition           | Lieu          | Résultat | Épreuve                        | Performance |
| ---- | --------------------- | ------------- | -------- | ------------------------------ | ----------- |
| 1987 | Championnats du monde | Daytona Beach | 4e       | Moins de 82,5 kg - Arraché     | 82,5 kg     |
| 1987 | Championnats du monde | Daytona Beach | 3e       | Moins de 82,5 kg - Épaulé-jeté | 112,5 kg    |
| 1987 | Championnats du monde | Daytona Beach | 4e       | Moins de 82,5 kg - Total       | 195,0 kg    |
| 1989 | Championnats du monde | Manchester    | 3e       | Moins de 82,5 kg - Arraché     | 87,5 kg     |
| 1989 | Championnats du monde | Manchester    | 4e       | Moins de 82,5 kg - Épaulé-jeté | 115,0 kg    |
| 1989 | Championnats du monde | Manchester    | 3e       | Moins de 82,5 kg - Total       | 202,5 kg    |